# Moenkhausia schultzi
Moenkhausia schultzi är en fiskart som beskrevs av Fernández-yépez, 1950. Moenkhausia schultzi ingår i släktet Moenkhausia och familjen Characidae. Inga underarter finns listade i Catalogue of Life.